# Syzygium rhomboideum
Syzygium rhomboideum är en myrtenväxtart som först beskrevs av Henry Nicholas Ridley, och fick sitt nu gällande namn av Ian Mark Turner. Syzygium rhomboideum ingår i släktet Syzygium och familjen myrtenväxter. IUCN kategoriserar arten globalt som sårbar. Inga underarter finns listade i Catalogue of Life.